# Blossom (The Summer Set)
Blossom è il quinto album in studio del gruppo musicale pop rock The Summer Set, pubblicato il 9 settembre 2022. Si tratta del primo album uscito dopo la reunion della band.

## Tracce
1. The Color of Everything (Intro) – 1:14
2. Street Lighting – 3:36
3. My Own Medicine – 2:58
4. Teenagers (feat. Against the Current) – 3:03
5. FTS (feat. Travie McCoy) – 2:37
6. Hard Candy – 2:44
7. Famous – 2:53
8. Back Together – 4:25

Durata totale: 23:30

## Formazione
- Brian Logan Dales – voce, pianoforte
- John Christopher Gomez – chitarra, voce secondaria
- Stephen James Gomez – basso
- Jessica Marie Bowen – batteria